# Бешкент (футбольный клуб)
«Бешкент» — советский футбольный клуб из Бешкента. Основан не позднее 1978 года. В 1983 и 1984 годах играл во второй лиге первенства СССР.

## Достижения
- Во первенстве СССР — 14-е место в зональном турнире второй лиги (1984).
- Чемпион Узбекской ССР среди КФК (1982).